# Maverick a Strike
Albums de Finley Quaye
Finley's Rainbow on Black Secret Technology
(1995) It Ain't Necessarily So on Red Hot & Gershwin
(1998)
Maverick a Strike est un album de Finley Quaye, sorti en 1997.

## Historique de l'album
Disque de platine, l'album atteint la troisième place du hit-parade britannique ainsi que la deuxième du hit reggae. L'artiste ghanéen est alors comparé à Bob Marley mais s'est ensuite fait connaître plus pour ses frasques de rock-star (nuits débridées, attitude insultante en interview, querelle avec Tricky...) que pour ses talents. Il fait partie des 1001 albums qu'il faut avoir écoutés dans sa vie.

### Liste des titres
Tous les titres sont de Finley Quaye, sauf mention.
| No  | Titre                                     | Durée |
| --- | ----------------------------------------- | ----- |
| 1.  | Ultra Stimulation                         | 3:52  |
| 2.  | It's Great When We're Together            | 3:39  |
| 3.  | Sunday Shining (Bob Marley, Finley Quaye) | 3:42  |
| 4.  | Even After All                            | 3:54  |
| 5.  | Ride on and Turn the People On            | 3:47  |
| 6.  | The Way of the Explosive                  | 4:44  |
| 7.  | Your Love Gets Sweeter                    | 3:12  |
| 8.  | Supreme I Preme                           | 4:59  |
| 9.  | Sweet and Loving Man                      | 3:21  |
| 10. | Red Rolled and Seen                       | 4:07  |
| 11. | Falling                                   | 3:16  |
| 12. | I Need a Lover                            | 4:04  |
| 13. | Maverick a Strike                         | 4:59  |